# Rolf Krake (Schiff, 1941)
Die Fregatte Rolf Krake (F342) der Königlich Dänischen Marine wurde von 1954 bis 1962 eingesetzt. Entstanden war das Schiff als Geleitzerstörer Calpe der 86 Einheiten umfassenden Hunt-Klasse der Royal Navy. Diese hatte das Schiff ab 1942 im Zweiten Weltkrieg eingesetzt.

Der Geleitzerstörer wurde mit zwei Schwesterschiffen nach etlichen Jahren in der Reserve 1952 nach Dänemark verliehen, das die Schiffe 1954 nach Modernisierung als Fregatten der Esbern-Snare-Klasse in Dienst nahm und schließlich ankaufte.
Die ehemalige Calpe kam am 18. Oktober 1954 als letztes der drei Schiffe in den Dienst der Dänischen Marine. Als die Rolf Krake außer Dienst gestellt wurde, begann die Aussonderung des Typs in der Dänischen Marine.

## Geschichte des Schiffes
Die Calpe (L71) gehörte zur zweiten Gruppe der Hunt-Geleitzerstörer. Diese 36 Schiffe wurden unmittelbar nach Kriegsbeginn bestellt. Sie wurde im Dezember 1939 bei der Werft Swan Hunter in Wallsend bestellt, die acht Bauaufträge für Zerstörer dieser Variante erhielt. Insgesamt fertigte die Werft mit 16 Schiffen die größte Zahl dieser Klasse.

Die Kiellegung der Calpe erfolgte als Neubau mit der Baunummer 1595 am 12. Juni 1940 als sechstes Schiff vom Typ Hunt II. Der Name des Schiffs war die lateinische Bezeichnung für den Felsen von Gibraltar. Den Namen Calpe hatte in der Royal Navy ab 1802 schon die spanische Prise San Josef (eine Polacca) geführt. Der neue Geleitzerstörer lief dann am 28. April 1941 vom Stapel und wurde am 11. Dezember 1941 an die Royal Navy abgeliefert, die zuvor schon über zwanzig Schiffe der neuen Variante erhalten hatte.

### Einsatzgeschichte
Die Calpe wurde mit den Battle Honours „Dieppe 1942“, „English Channel 1942“, „North Africa 1942-43“, „Mediterranean 1943“, „Sicily 1943“, „Salerno 1943“, „Aegean 1943“ und „South France 1944“ ausgezeichnet.

Während ihrer Einfahrzeit bei der Home Fleet wurde die Calpe als Sicherung von Minenlegeoperationen, zum Schutz der britischen Ostküste und von Konvois in den nordwestlichen Zugangswegen eingesetzt. Im März 1942 wurde der Geleitzerstörer der „1st Destroyer Flotilla“ in Portsmouth zugeteilt, die Sicherungsaufgaben im Ärmelkanal und der südlichen Nordsee erledigte. In der Nacht zum 5. April 1942 beschoss die Calpe den französischen Hafen Saint-Jean-de-Luz nahe der Grenze zu Spanien. Der Geleitzerstörer hatte sich der Küste unter spanischer Flagge genähert und erst kurz vor Feuereröffnung die Flagge gewechselt. 

Das Schiff wurde dann für den amphibischen Angriff auf Dieppe (Operation Jubilee) als Hauptquartier und Jäger-Leitschiff ausgerüstet. Bei der Landung am 19. August 1942 kamen mit sechs britischen und der polnischen Slazak weitere Hunt-Zerstörer zum Einsatz, von denen Fernie und Brocklesby durch Artillerie sowie Berkeley durch Fliegerbomben beschädigt wurden. Nur letztere war sehr schwer beschädigt und wurde beim Rückzug der Alliierten vom Schwesterschiff Albrighton versenkt. Die Calpe war das Führungsschiff des Angriffs mit dem Befehlshaber der 2nd Canadian Infantry Division und dem Befehlshaber der eingesetzten Navy-Einheiten an Bord. Sie diente auch als Sanitätsschiff, das eine Vielzahl Verwundeter übernahm und erstversorgte. Sie erhielt während der Operation einen Bombentreffer, der und neun Mann der Besatzung des Geleitzerstörers tötete. 

Im Oktober 1942 wurde die Calpe den Navy-Einheiten für die alliierte Landung in Nordafrika zugeteilt. Sie verlegte mit einem Konvoi nach Gibraltar. Als im November die Operation Torch begann, wurde sie der Central Task Force zugeteilt. Nach der Landung wurde das Schiff in der Heimat kurz überholt und verlegte dann wieder nach Nordafrika. Sie sicherte die Versorgungskonvois für die vormarschierende alliierten Truppen, bekämpfte Versuche den letzten Brückenkopf der Mittelmächte bei Tunis zu versorgen oder zu evakuieren. Weitere Sicherungsaufgaben folgten bei den alliierten Landungen auf Sizilien und bei Salerno.
Ab November bildete Calpe mit sechs britischen und zwei polnischen Hunt-Zerstörern eine in Malta stationierte Flottille für Konvoisicherungen im zentralen und westlichen Mittelmeer.

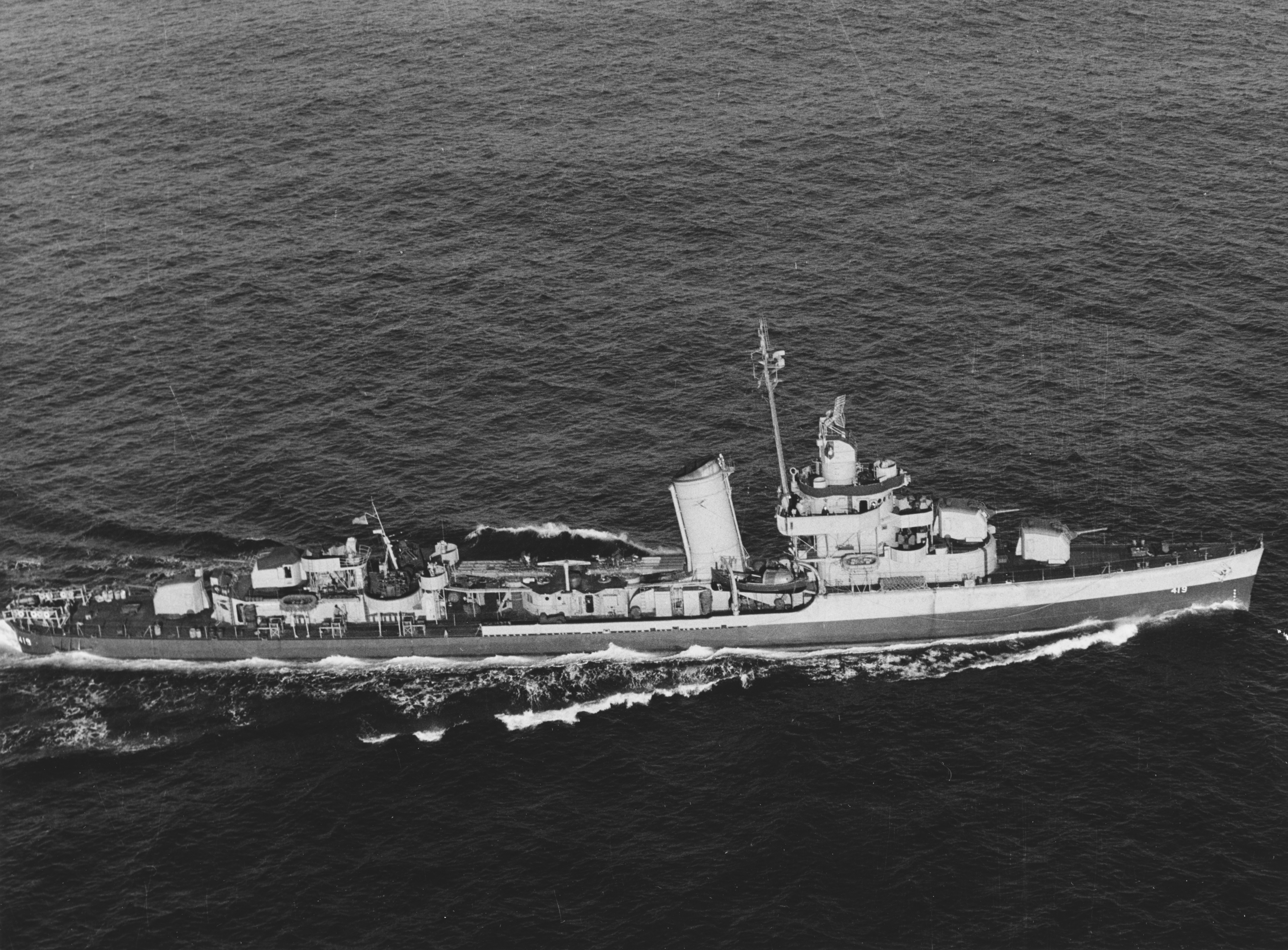
USS Wainwright (DD-419)

Ab dem 10. Dezember sicherte sie mit den Halb-Schwestern Tynedale und Holcombe und den US-Zerstörern Niblack, Benson und Wainwright den Militärkonvoi KMS34.

Gegen 7.10 Uhr am 12. Dezember traf ein Zaunkönig-Torpedo von U 593 die den Konvoi sichernde Tynedale, die nordwestlich von Bougie auf 37° 10′ N, 6° 5′ O sank. 72 Besatzungsmitglieder starben beim Untergang dieses Geleitzerstörers, 82 Mann konnten gerettet werden. Das angreifende U-Boot wurde von einigen Sicherungsfahrzeugen verfolgt und konnte dabei gegen 14.45 Uhr auch noch die Holcombe mit einem Zaunkönig torpedieren, die in weniger als fünf Minuten nordöstlich von Bougie auf 37° 20′ N, 5° 30′ O sank. Auf ihr starben 84 Mann; 80 Überlebende konnte die amerikanische Niblack an Bord nehmen. Nach einer Verfolgung von 32 Stunden beschädigten Wasserbomben der amerikanischen Wainwright und der Calpe das U-Boot schwer und brachten es an die Wasseroberfläche. Die deutsche Besatzung räumte das Boot und ließ es sinken. Die 51 Mann an Bord wurden von den Verfolgern gerettet. Das schwer beschädigte U-Boot sank am 13. Dezember 1943 auf 37° 38′ N, 5° 58′ O, was durch ein Enterkommando der Wainwright nicht verhindert werden konnte. 

Im August 1944 sicherte die Calpe den Konvoi AMI von Oran zum Landegebiet der Operation Dragoon in Südfrankreich zusammen mit den Hunt-Zerstörern Catterick (Typ III) und Cleveland (Typ I) sowie drei amerikanischen Minensuchern. Nach der erfolgreichen Anlandung amerikanischer Truppen kehrte der Zerstörer wieder unter britisches Kommando zurück, um die Einsatzräume der Alliierten abzusichern. In der zweiten September-Hälfte wurde der Geleitzerstörer mit weiteren fünf britischen und vier griechischen Hunt-Zerstörern Teil der British Aegean Force zugeteilt, die die Besetzung weiterer Inseln in der Ägäis unterstützte.

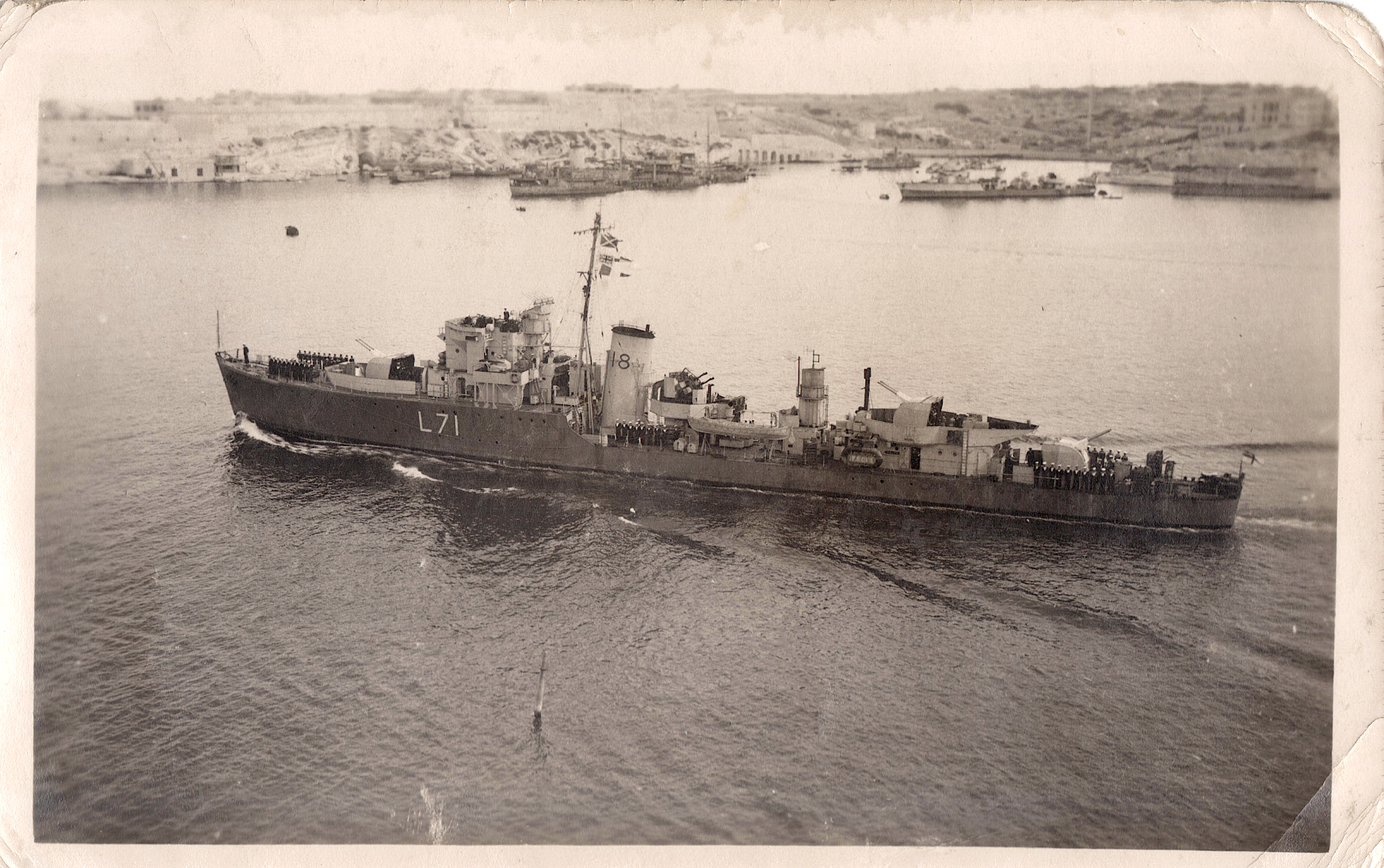
Calpe verlässt 1945 Malta auf dem Weg nach Malaya

Danach sollte der Geleitzerstörer bei der Eastern Fleet eingesetzt werden. Eine Grundüberholung des Schiffes erfolgte in Tunesien und Malta von Dezember 1944 bis zum April 1945. Vor diesem Einsatz kehrte die Calpe nochmals nach Chatham zurück, um der Besatzung Kurzurlaube zu ermöglichen. Im Juni 1945 verlegte das Schiff dann durch das Mittelmeer nach Trincomalee, um in der 14th Destroyer Flotilla die geplanten Landungen in Malaya zu unterstützen. Die Operation Zipper fand wegen der inzwischen erfolgten Atombombenabwürfe auf Japan in der geplanten Form nicht mehr statt.

### Nachkriegsverwendung
Calpe blieb dann im Indischen Ozean im Einsatz und kehrte erst im November 1946 in die Heimat zurück, wo das Schiff der "Reserve" zugeteilt und erst in Sheerness, dann in Portsmouth aufgelegt wurde. Am 8. Februar 1952 wurde das Schiff zusammen mit zwei Schwesterschiffen an die Dänische Marine für neun Jahre verliehen.

## FregatteRolf Krake
Die Einigung über die Abgabe der drei Schiffe erfolgte am 28. Februar 1952 für die Dauer von neun Jahren. Die ehemalige Calpe traf als letztes der drei Schiffe am 20. Dezember 1952 in Kopenhagen ein. Der endgültige Umbau für den Einsatz in der dänischen Flotte erfolgte bei der Calpe vom August 1953 bis zum September 1954 bei der Aarhus Flydedok & Maskinkompagni; sie kam am 18. Oktober 1954 als letztes der drei Schiffe als Rolf Krake (F342) in den Dienst der Dänischen Marine, die zuvor die ehemalige Blackmore als Esbern Snarre (F341) sowie die ehemalige Exmoor als Valdemar Sejr (F343) im Februar bzw. Juni 1954 in Dienst genommen hatte. Die drei jetzt als Fregatten bezeichneten Schiffe wurden nach Umbau auf dänischen Werften und Indienststellung von Dänemark angekauft. 

Zuvor hatte die Dänische Marine von 1863 bis 1907 einen Monitor Rolf Krake, benannt nach einem sagenhaften König der dänische Frühzeit, besessen. Durch ihren Einsatz im Deutsch-Dänischen Krieg war diese Rolf Krake auch in Deutschland relativ bekannt.
Patenstadt der Fregatte wurde schon im Mai 1954 Nakskov. Am 28. September 1955 verließ die Rolf Krake Korsør mit 30 Polizisten an Bord, um in Klaksvig auf den Färöern die dortigen Unruhen abzustellen. Die Fregatte traf dort am 1. Oktober zusammen mit den Kriegskuttern Skarven und Ertholm ein, um den Aufstand von Klaksvík zu beenden. Auslöser der Unruhen war die Kündigung des Chefarztes des dortigen Krankenhauses, Olaf Halvorsen. Dieser hatte der dänischen Nazipartei Danmarks Nationalsocialistiske Arbejderparti (DNSAP) angehört. Ob er sich auch nach 1940 den Nazis angeboten hatte, blieb ungeklärt. Die Gemeinde als Arbeitgeber wollte an dem Arzt festhalten; Hauptstreitpunkt war der Umfang der färöischen Unabhängigkeit gegenüber dem dänischen Mutterland. Die Rolf Krake wurde schon Ende November vor Ort durch die Fregatte Holger Danske (ex HMCS Monnow) abgelöst.

Am 4. September 1957 rettete die Fregatte das schwer beschädigte Schnellboot Flyvefisken, das mit dem Schnellboot Högen kollidiert war. Das Boot wurde seitlich an der Fregatte befestigt, da das schwerst beschädigte Boot einen normalen Abschleppvorgang wohl nicht überstanden hätte. Im Sommer 1958 begleitete die Rolf Krake den dänischen König Frederik IX. auf einer Besuchsreise nach Finnland. Nach einem Einsatz im Fischereischutz vor den Färöern im Winter 1961/62 wurde die Rolf Krake als erstes Schiff der Klasse am 10. April 1962 aus dem aktiven Dienst genommen und im Oktober 1966 nach Ystad in Schweden zum Abbruch verkauft.